# Ommatoiulus bavayi
Ommatoiulus bavayi är en mångfotingart som först beskrevs av Henri W. Brölemann 1897.  Ommatoiulus bavayi ingår i släktet Ommatoiulus och familjen kejsardubbelfotingar. Inga underarter finns listade i Catalogue of Life.